# Chłop Rybka

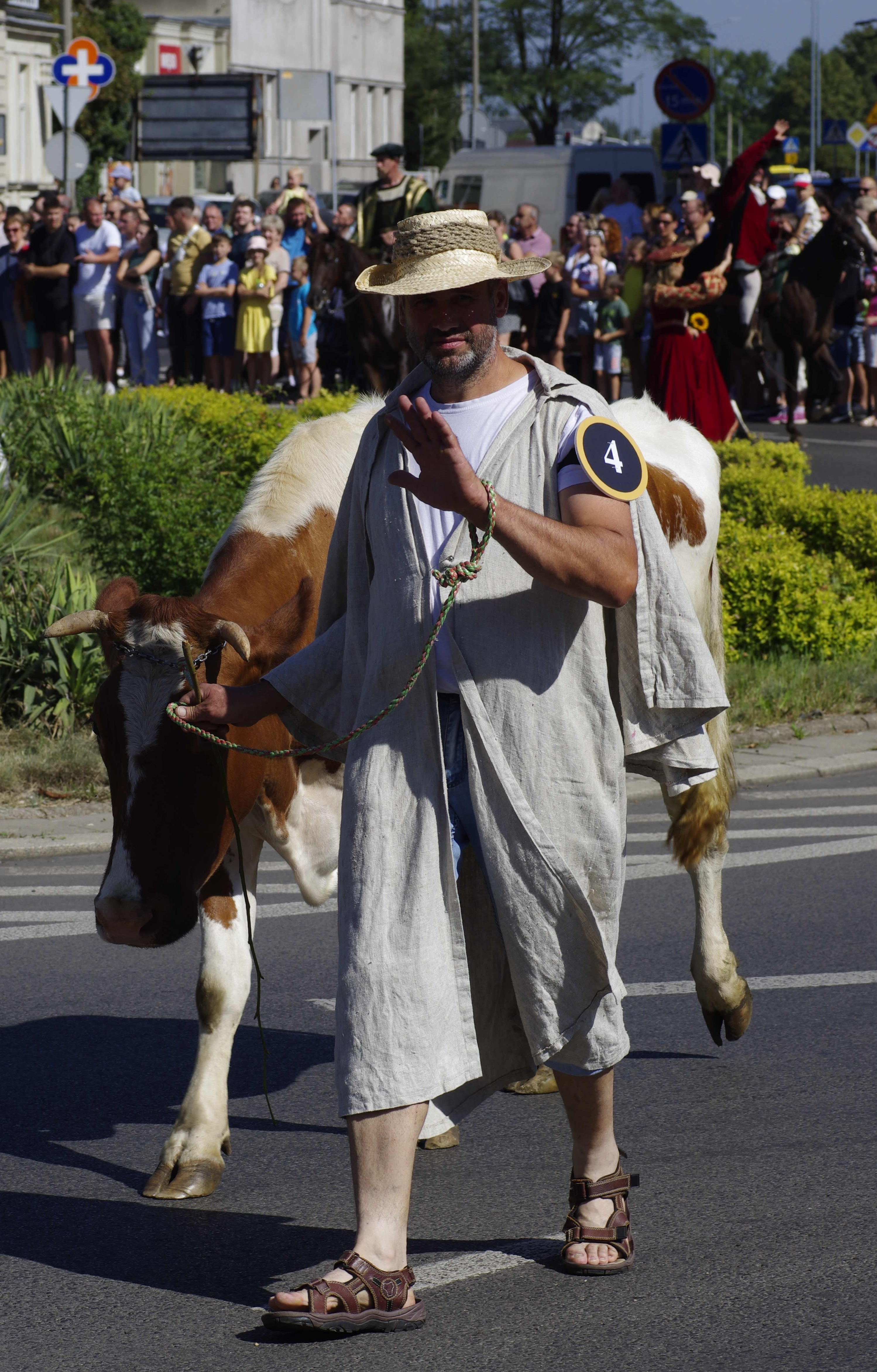
Postać odgrywająca rolę chłopa Rybki podczas Pochodu Gwarkowskiego (2023)

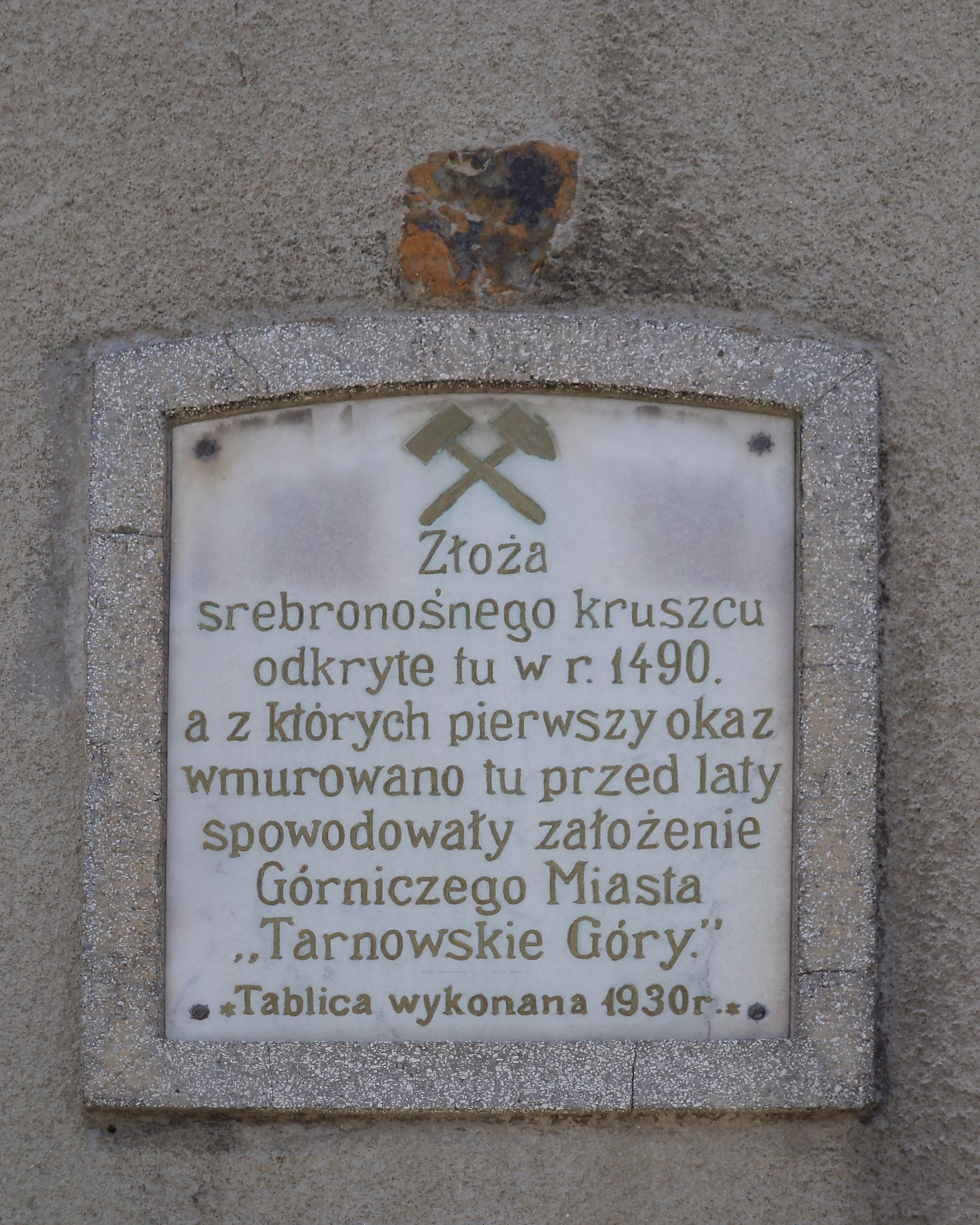
Tablica upamiętniająca domniemane odkrycie w 1490 roku przez chłopa Rybkę złoża srebra w miejscu obecnego Domu Florczaka

Chłop Rybka – półlegendarna postać wzmiankowana m.in. przez Walentego Roździeńskiego, Józefa Lompę oraz Jana Nowaka, która około 1490 roku (lub w 1519 roku) podczas prac w polu w okolicy dzisiejszych Starych Tarnowic miała rzekomo wyorać pierwszą bryłę srebronośnego kruszcu, co zapoczątkowało wydobycie tego surowca na masową skalę i dało impuls do założenia miasta Tarnowskie Góry.
Walenty Roździeński w swoim poemacie Officina ferraria wydanym w 1612 roku, odkrycie kruszcu na terenie ziemi tarnogórskiej opisał słowami:

(...) potym skoro ustał
Srebrny kruszec w Bytomiu, na górach wnet nastał
Iny zasię od kruszca w mili zalanego,
Naleziony przez chłopa Rybkę niejakiego
(...)
Przed tym prawie Blaszynem – bydła straconego
Szukając – przerzeczony Rybka dnia jednego
Natrafił pod wykrotą kruszec, który było
Korzenie z sobą na wierzch ziemie wytargnęło.

Domniemanym miejscem tego zdarzenia jest teren, na którym obecnie stoi budynek pierwszego tarnogórskiego ratusza (tzw. Dom Florczaka) przy ulicy Gliwickiej 6. Potwierdzeniem ma być wmurowana w latach międzywojennych w ścianę na wysokości pierwszego piętra od strony zachodniej bryła kruszcu widoczna jako rdzawa plama tuż nad pamiątkową tablicą z 1930 roku opisującą dzieje budynku. Również dawniej występująca na opisywanym obszarze odkrywka dolomitów kruszconośnych uwiarygadniałaby powyższą teorię.
W innej, bardziej fantastycznej, wersji legendy autorstwa niemieckiego pisarza, urodzonego w Bytomiu Alfreda Heina, podczas jednej z nocy spędzonych w lesie, chłopu Rybce ukazać się miały krasnoludki-górnicy o srebrnych brodach, tańczące wokół świerku, rozkopujące ziemię, z której rozbłyskały srebrne skarby. Rybka zasnął, nim podjął jakąkolwiek akcję, jednak wkrótce zaczął kopać w poszukiwaniu skarbów w miejscu, gdzie widział krasnoludki, niestety bezskutecznie. Jakiś czas później jego trzy krowy wpadły do bagna nieopodal świerku na polanie. Gdy je wyciągnął, zobaczył, że rogi zwierząt są całe posrebrzone.
Pod koniec lat 80. XX wieku w wyniku badań przeprowadzonych przez Bernarda Szczecha, opublikowano tekst nieznanego wcześniej Rejestru wolnych chłopów (urbarza) ziemi bytomskiej datowanego na 1498 rok, w którym pojawiają się imiona i nazwiska szesnastu zamieszkujących wówczas Tarnowice wolnych chłopów; wśród nich Jan Rypka. Najprawdopodobniej był on pierwowzorem postaci z legendy.
Chłop Rybka stał się – obok króla Jana III Sobieskiego, królowej Marysieńki, górniczej braci oraz przedstawicieli cechów rzemieślniczych – jedną z centralnych postaci organizowanych od września 1957 roku Gwarków, czyli dni miasta Tarnowskie Góry. Postać Rybki, ubrana w biały płaszcz, ze słomianym kapeluszem na głowie, bierze udział w Pochodzie Gwarkowskim, pchając drewnianą sochę ciągniętą przez wołu prowadzonego przez osobę odgrywającą starszego syna Rybki (lub przez samego Rybkę). Przed nimi idzie dziecko trzymające w dłoniach symboliczną bryłę kruszcu srebra.